# Cumberland (comté)
Pour les articles homonymes, voir Cumberland.
Le Cumberland est l'un des 39 comtés traditionnels de l'Angleterre. En 1974, il a été amalgamé avec le Westmorland ainsi qu'avec certaines parties du Lancashire et du Yorkshire pour former la Cumbria.
Le chef-lieu du comté était Carlisle. Il est bordé à l'ouest par la mer d'Irlande, par le Northumberland et le comté de Durham à l'est, le Westmorland au sud et le Furness qui fait partie du Lancashire au sud-ouest. Il est limitrophe de l'Écosse au nord.
Le nom de Cumberland est toujours utilisé comme terme géographique, et survit dans des termes comme les « Cumberland sausages » (saucisses de Cumberland) ainsi que dans le nom de certaines organisations et sociétés telles que le journal local, le Cumberland News.

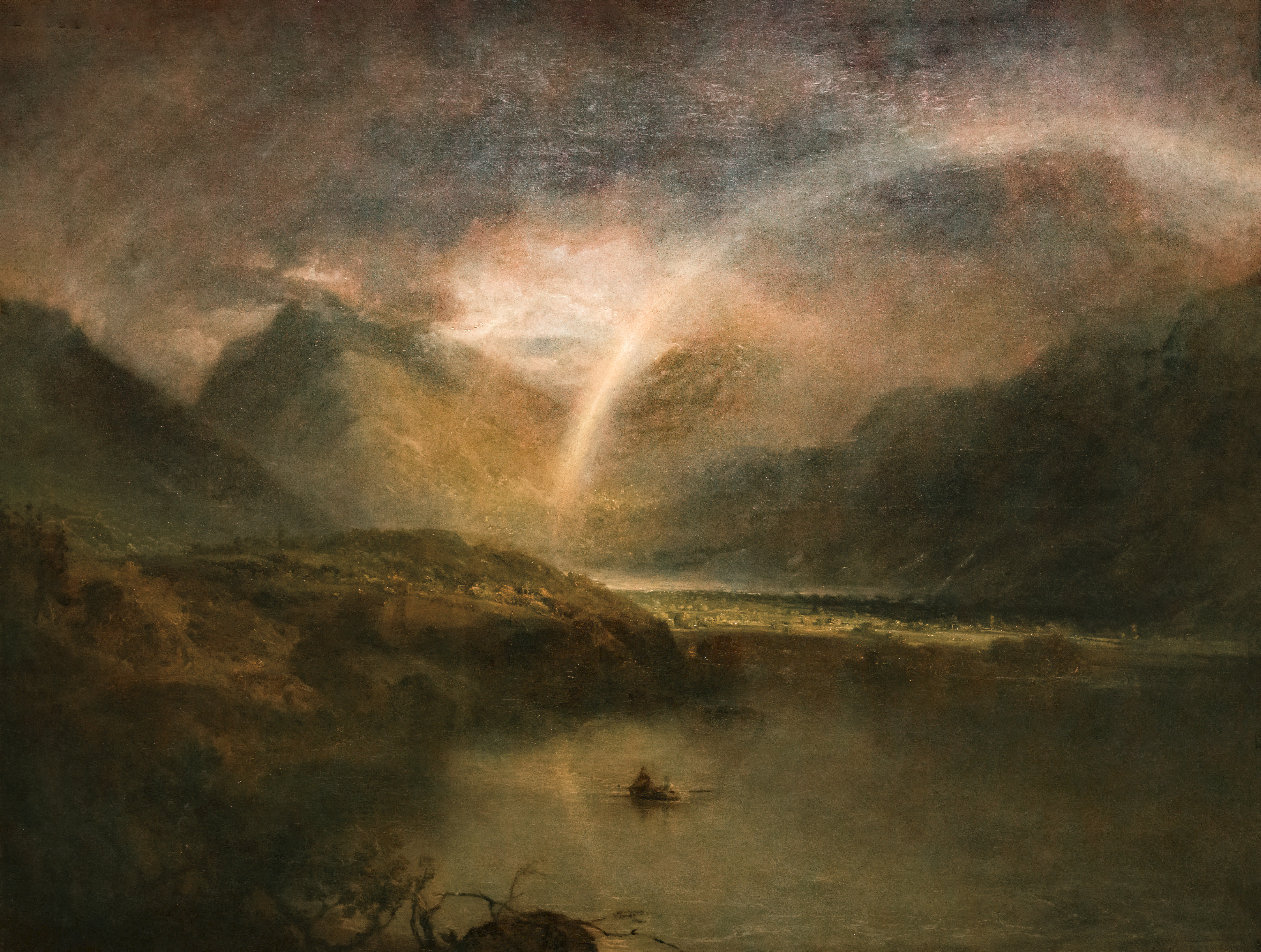
Lac Buttermere
Cumberland, une averse
William Turner, 1798
Tate Britain, Londres

Le peintre William Turner présenta en 1798 à la Royal Academy, une huile sur toile représentant le Lac Buttermere, avec plusieurs autres sujets du nord de l'Angleterre, où il avait voyagé l'année précédente.  Ce tableau intitulé Lac Buttermere, avec une partie de Cromackwater, Cumberland, une averse, est basé sur une étude réalisée dans son carnet de croquis à l'aquarelle, pour montrer les conditions orageuses dont il a vraisemblablement été témoin. Il y avait écrit «Noir» à la surface du lac.

## Personnalités
- Julian Barrow (1939 – 2013), artiste peintre né à Kirklinton (en) ;
- Dorothy Wordsworth (1771 – 1855), poétesse née à Cockermouth.